# Spirallabyrinth Verden (Aller)

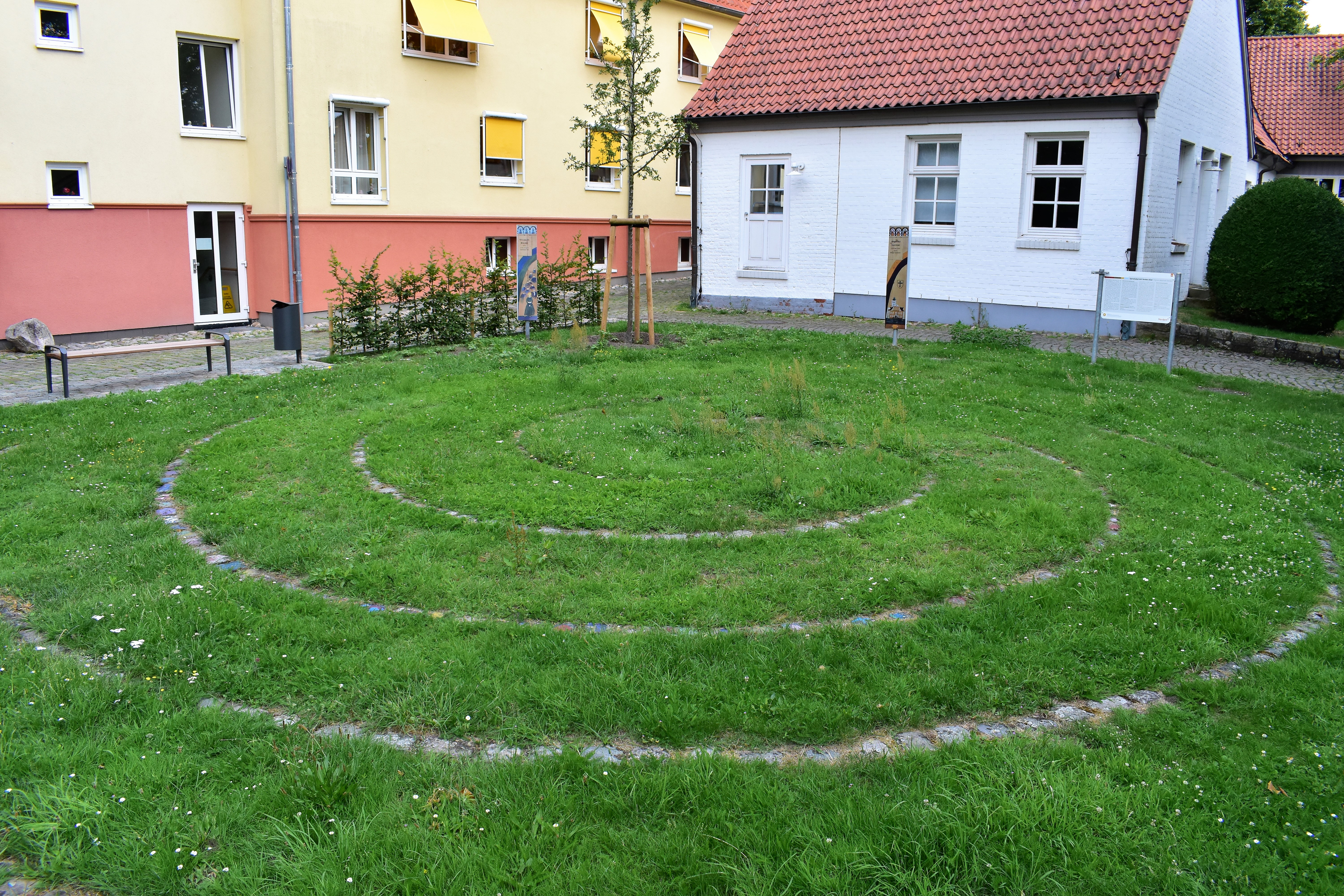
Blick über die gesamte Steinspirale

Das Spirallabyrinth Verden ist ein im Jahr 2011 aus Anlass des 100. Weltfrauentags geschaffenes Kunstobjekt im öffentlichen Raum in Verden (Aller) in Niedersachsen.

## Entstehungsgeschichte
Zum 100. Weltfrauentag im Jahr 2011 war der damaligen Frauenbeauftragten der Stadt Verden, Rosemarie Guhl, daran gelegen, etwas zu gestalten, das im körperlichen wie im geistigen Sinne über das Jubiläumsdatum hinaus bewegen konnte. Unter Berücksichtigung traditioneller Erfahrungen mit Labyrinthen und Ritualen und ihrer Nutzung zu Wissensvermittlung und Bewusstseinserweiterung entstand in Zusammenarbeit mit der Künstlerin Belinda di Keck die Idee, eine Dreierspirale als Spirallabyrinth zu bauen. Mit Unterstützung des Gesprächskreises Verdener Frauenrunde wurde diese Anregung weiterentwickelt.
Der Rat der Stadt stimmte dem Projekt und der Nutzung des ausgewählten Platzes mit der Begründung zu, das Spirallabyrinth hebe die Leistungen von Frauen für die Gleichstellung hervor. Weiterhin sollten alte und neue Impulse Frauen und Männer ermutigen, gemeinsam neue Wege zu gehen und die unterschiedlichen Sichtweisen des jeweils Anderen zu achten. Der Grundstein für das Spirallabyrinth wurde am 12. März 2011 gelegt, die Einweihung fand am 2. Juli 2011 statt. Das Labyrinth wird von der Stadt Verden und verschiedenen Gruppen als Veranstaltungsort genutzt.

## Beschreibung
Das Spirallabyrinth mit einem Durchmesser von 12 Metern besteht aus einer Dreierspirale, gelegt aus bemalten einbetonierten Pflastersteinen in einer Rasenfläche. Es ist umstanden von Stelen, mit denen an Frauen erinnert wird, die eine besondere Bedeutung für Verden haben oder die als Erste ein Amt oder eine Profession ausübten. Das Spirallabyrinth befindet sich zwischen Rathaus und der historischen Stadtmauer an der Straße Hinter der Mauer.
Die Neugestaltung des Spirallabyrinths wurde in die Projektliste des „Masterplans Innenstadt“ aufgenommen, mit dem sich die Stadt Verden 2022 erfolgreich auf das niedersächsische Förderprogramm „Resiliente Innenstädte“ beworben hat.

## „Frauen, die die Welt und Verden bewegten“
Mit dem Spirallabyrinth werden folgende Persönlichkeiten geehrt:

### Theophanu
Theophanu war die Witwe  Kaiser Ottos II. Sie verlieh dem Verdener Bischof Erpo im Jahr 985 in Vertretung ihres unmündigen Sohnes das Markt-, Münz-, Zoll- und Bannrecht.

### Anita Augspurg
Anita Augspurg wurde 1857 in Verden geboren. Sie war die erste promovierte Juristin Deutschlands und eine der bekanntesten Frauenrechtlerinnen des Landes.

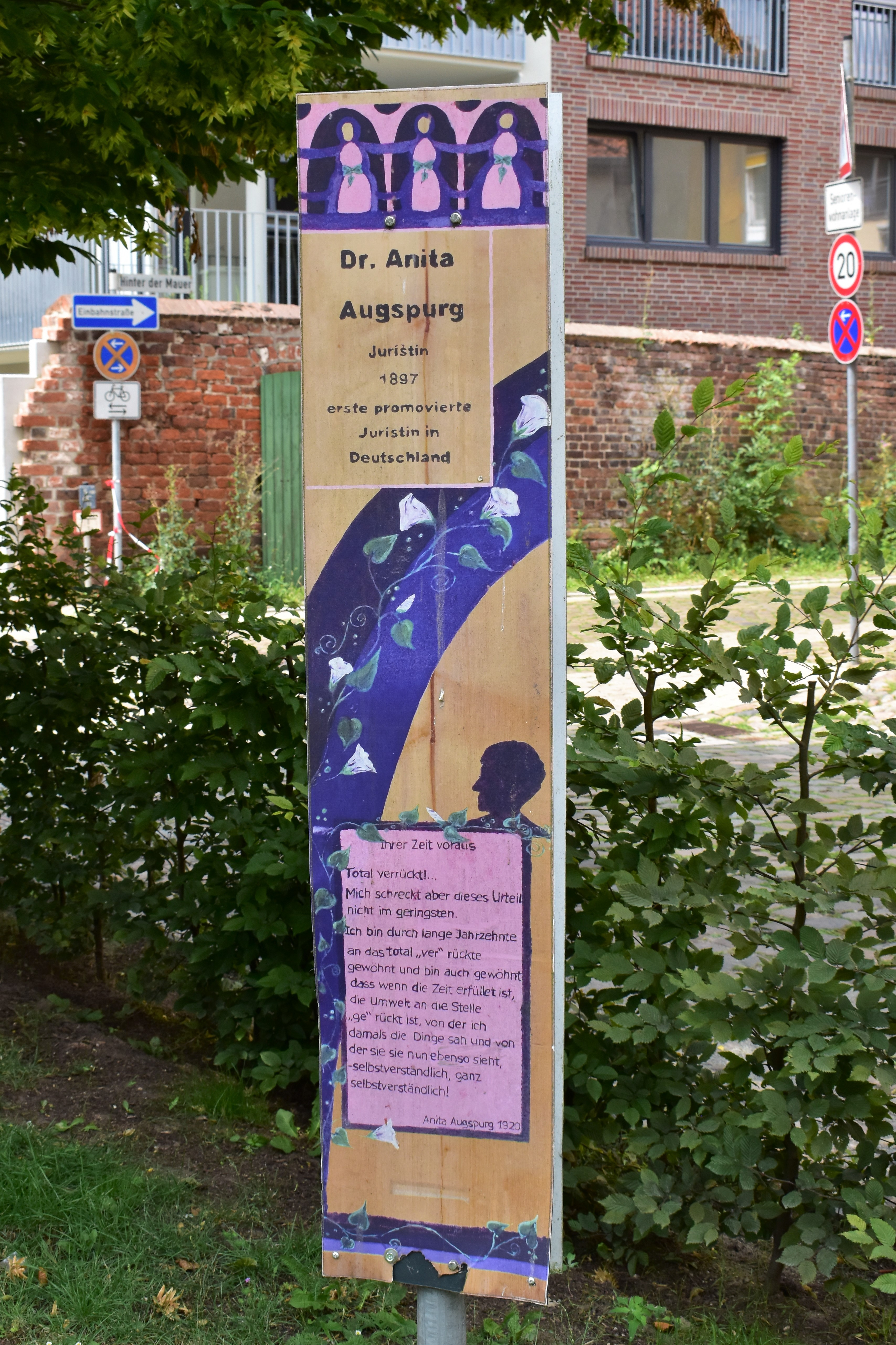
Stele für Anita Augspurg

### Elisabeth Köster
Elisabeth Köster war Lehrerin und Vorsitzende des Deutschen Evangelischen Frauenbunds in Verden. Sie zog 1919 als erste Frau in den Verdener Rat ein. Sie widmete sich frauenspezifischen Themen wie Bildung und Soziales. Noch vor Ablauf der Legislaturperiode legte sie ihr Mandat wegen familiärer Belastungen nieder.

### Christina von Schweden
Nach dem Ende des Dreißigjährigen Krieges fiel das Herzogtum Verden auf Grundlage des Westfälischen Friedensvertrages an die schwedische Krone. Als Landesherrin leitete Christina von Schweden  die Vereinigung der Verdener Städte Süderstadt und Norderstadt ein. Im Jahr 1649 verbot sie die Hexenprozesse.

### Anna Rennekamp
Anne Rennekamp war Hebamme. Sie richtete 1898 in zwei Räumen in der Großen Straße 45 die erste private Entbindungsanstalt Verdens ein.

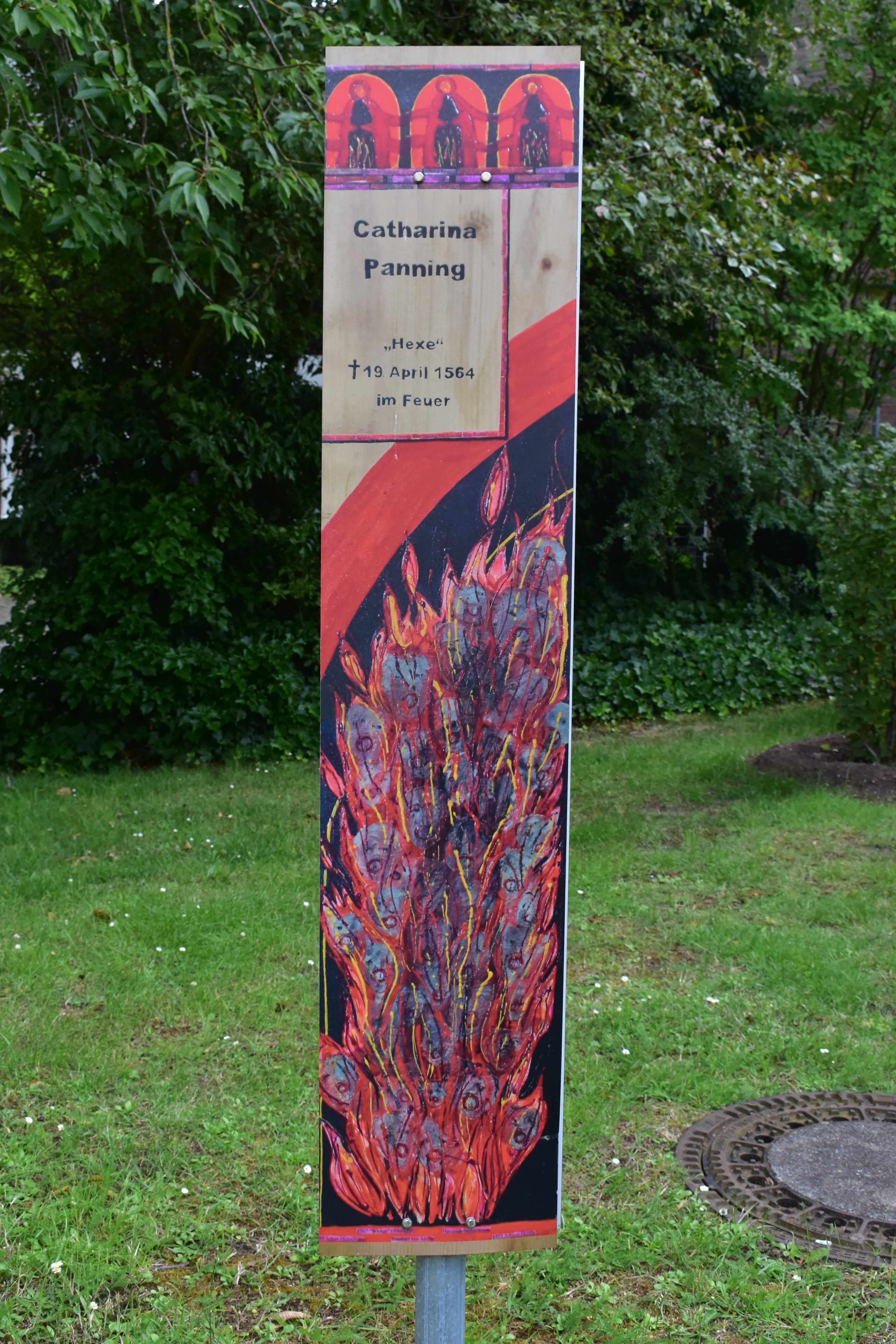
Stele für Catharina Panning

### Johanna Bickel
Johanna Bickel stand 23 Jahre lang der Höheren Töchterschule vor und führte die Schule durch schwierige Zeiten. Sie betrieb den Ausbau der Schule und deren Überführung in die öffentliche Hand, um die Bildungschancen der Mädchen zu erhöhen. Als die Schule auf ihr Betreiben in ein Lyzeum umgewandelt wurde, musste Bickel 1926 die Leitung der Schule einem Lehrer mit akademischer Ausbildung überlassen, welche ihr als Frau seinerzeit verwehrt worden war.

### Angelika Lürmann
Angelika Lürmann, jetzt Angelika Rosenthal, war von 2001 bis 2004 die erste Bürgermeisterin in Verden.

### Rosemarie Taube
Rosemarie Taube war 1954 die erste Richterin am Landgericht Verden. 1968 wurde sie zur Direktorin ernannt, ab 1973 war sie als Vizepräsidentin in der Leitung des Gerichts tätig.

### Christina Bührmann
Christina Bührmann war die erste Landtagsabgeordnete für den Wahlkreis Verden. Zunächst war sie ab 1986 Kreistagsabgeordnete im Landkreis Verden, 1990 wurde sie in den Landtag gewählt. Im Jahr 1994 wurde sie niedersächsische Frauenministerin. Dieses Amt hatte sie bis 1998 inne.

### Helga Köhler
Helga Köhler war Springreiterin. Vom Ende der 1940er Jahre bis zu den beginnenden 1960er Jahren war sie die erfolgreichste Springreiterin in Deutschland. Köhler lebte bis zu ihrem Tod in Verden.

### Silke Korthals
Silke Korthals wurde als erste Frau Vorstandsvorsitzende einer Kreissparkasse in Niedersachsen. Im Januar 2006 wurde sie als Vorsitzende in den dreiköpfigen Vorstand der Kreissparkasse Verden gewählt.

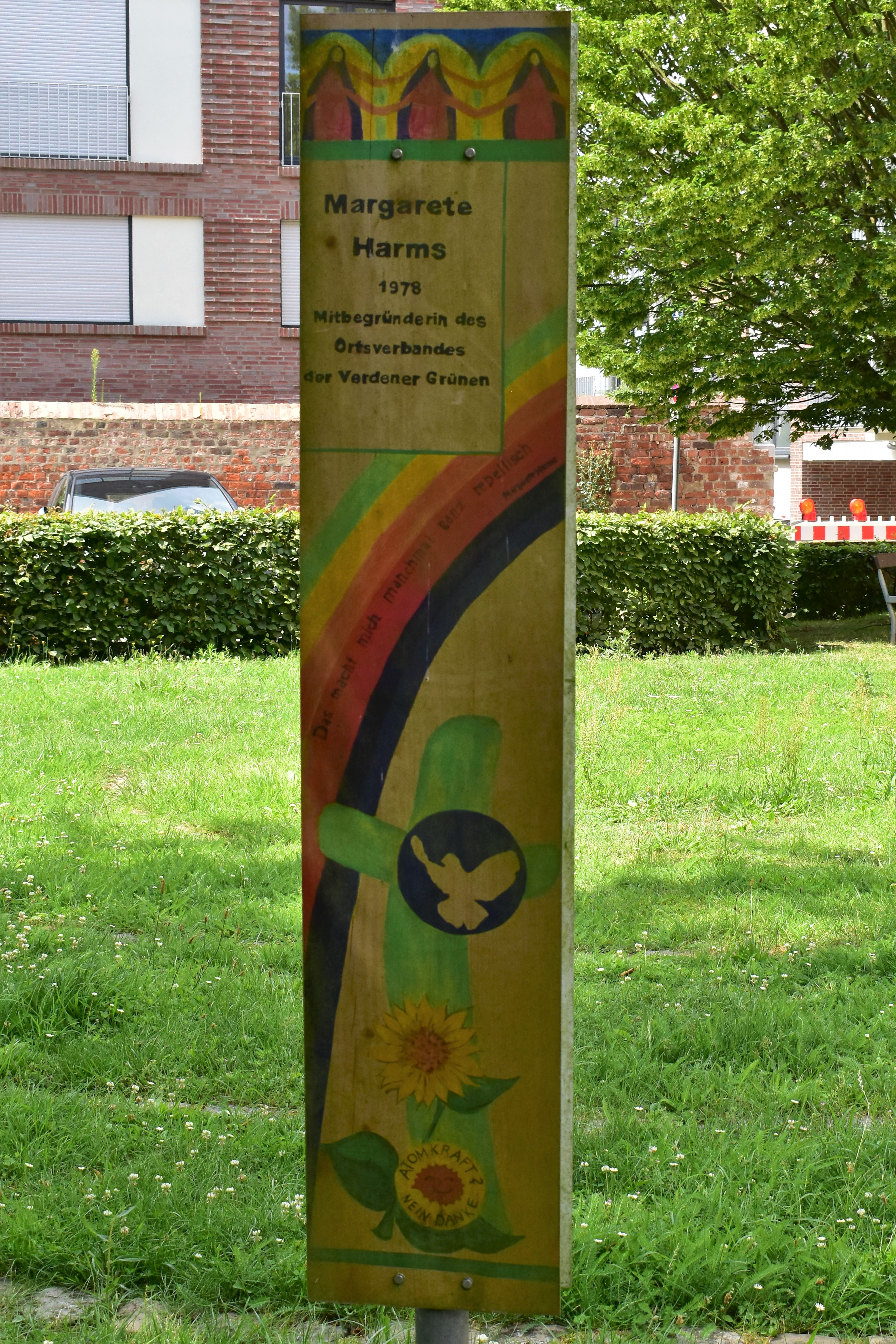
Stele für Margarete Harms

### Heide Wehmeyer
Heide Wehmeyer war die erste Pastorin an der Kirche St. Andreas in Verden. Sie übte ihr Amt von 1974 bis 1999 aus.

### Eleonore Charlotte Henriette Hertzig und Florentine Caroline Hertzig
Die Schwestern Eleonore und Florentine Hertzig waren Lehrerinnen. Sie unterhielten bis 1872 eine private Schule für Höhere Töchter in der Großen Fischerstraße, die auch Anita Augspurg besuchte.

### Catharina Panning
Catharina Panning starb auf dem Scheiterhaufen. Sie wurde der Hexerei angeklagt, verhört und nach Verkündung des Urteils am 19. April 1564 lebendig verbrannt.

### Margarete Harms
Margarete Harms engagierte sich in der Anti-AKW- und in der Friedensbewegung. 1978 war sie Mitbegründerin des Ortsverbandes der Verdener Grünen. 1987 wurde sie wegen ihrer Teilnahme an einer Sitzblockade vor dem US-Luftwaffenstützpunkt Mutlangen zu 14 Tagen Gefängnis verurteilt. Zwei Jahre gehörte sie dem Verdener Stadtrat an. Für ihr Engagement bis ins hohe Alter wurde ihr 2001 das Bundesverdienstkreuz am Bande verliehen.